# Биль-Бенкен
Биль-Бенкен (нем. Biel-Benken) — коммуна в Швейцарии, в кантоне Базель-Ланд. 
Входит в состав округа Арлесхайм. Население составляет 3102 человека (на 31 марта 2008 года). Официальный код  —  2764.